# Rent a Pocher
Rent a Pocher war eine Unterhaltungsshow mit Oliver Pocher. Sie wurde von 2003 bis 2006 in fünf Staffeln donnerstags auf ProSieben ausgestrahlt.
Außerdem liefen auf Sat.1 Comedy und Comedy Central Wiederholungen der Sendung.
In seiner 2020 neu erschienenen Sendung Pocher – gefährlich ehrlich! auf RTL erlebte das Konzept unter gleichen Namen ein Comeback. In kurzen Einspielfilmen innerhalb der Live-Sendung wird hierbei das Prinzip verkürzt aufgegriffen.

## Konzept
Pocher konnte von Privatpersonen oder Firmen für diverse Jobs kostenlos gemietet werden. So war Oliver Pocher u. a. als Kindergärtner und Hotelpage, aber auch als Hund, Schwuler und Double von Stefan Raab und Daniel Küblböck im Einsatz. Über ein entsprechendes Formular bzw. eine Telefonhotline konnten sich Interessierte bewerben, um Pocher zu mieten. Natürlich brachte Pocher zu kaum einem Job die erforderlichen Kenntnisse und Fähigkeiten mit und konnte sie daher nicht ordnungsgemäß ausführen. Dadurch entstanden humorvolle, aber auch peinliche Situationen – vor allem für die anderen Beteiligten. In den einzelnen Folgen wurden die Erlebnisse eines „aufregenden“ Jobs auf mehrere Einspieler verteilt oder aber mehrere „langweiligere“ Jobs in einzelnen Einspielern gezeigt. Zur Show gehörten zudem ein prominenter Studiogast, mit dem des Öfteren Spiele veranstaltet wurden, sowie die jeweiligen Arbeitgeber, die ihre Meinung zu Pochers Leistungen als „Gemieteter“ abgeben konnten.
In der letzten Staffel der Show engagierte Pocher außerdem eine Art Auszubildenden namens Serhat Doğan – vergleichbar mit dem „Showpraktikanten“ Elton bei Stefan Raab. Dieser türkische Nachwuchs-Comedian hatte Pocher zuvor als Comedian-Coach gemietet, da er nur solange er als „Witzemacher“ arbeitete eine Aufenthaltsgenehmigung für Deutschland hatte. Pocher unterstützte ihn und richtete ihm im ehemaligen VIVA-Studio ein Zimmer ein. Als Gegenleistung musste Dogan in der Show auftreten und dort zumeist Pocher Witze auf seine Kosten machen lassen.
Bereits in Pochers vorheriger Show Alles Pocher, … Oder was? gab es die Rubrik Rent a Pocher, dort war es sein erster „Mietauftrag“, die beste Freundin der „Mietenden“ zu ersetzen.

## Neuauflage als „Rent a Comedian“
Ab Februar 2024 wird eine Neuauflage von Rent a Pocher unter dem Namen Rent a Comedian auf ProSieben ausgestrahlt. Das Grundkonzept ist identisch, jedoch übernehmen verschiedene Comedians wie Tahnee, Jeannine Michaelsen, Osan Yaran und Lutz van der Horst Jobs im Supermarkt, Freizeitpark, bei einer Karnevalssitzung oder auf der Skipiste.

## Auszeichnungen
- Die Sendung gewann 2005 einen Deutschen Comedypreis in der Kategorie Beste Comedy-Show. Bereits 2004 war die Sendung für denselben Preis nominiert.
- Zudem war die Sendung bzw. ihre Produzenten 2004 für einen Deutschen Fernsehpreis in der Kategorie Beste Comedy nominiert.